# Кузнєцова Наталія Валеріївна
Ната́лія Вале́ріївна Кузнєцо́ва (11 грудня 1993, м. Олександрія — 26 серпня 2024) — українська військовослужбовиця, молодший сержант 67 ОМБр, учасниця Революції Гідності, кавалер ордена «За мужність» ІІІ ступеня.

## Життєпис
Народилася 1993 року в Олександрії, Кіровоградська область.
До Майдану навчалася в Київському національному економічному університеті ім. В. Гетьмана. За участь у революції дівчину «попросили» з вишу й навчання доводилося закінчувати вже в ЧНТУ (за фахом юриста).
Тривалий час жила в Чернігові, звідки родом був її чоловік — офіцер Всеукраїнської організації «Тризуб» ім. Степана Бандери, командир Чернігівського обласного загону, військовослужбовець Віктор Панаско.
Очолювала чернігівський осередок «Правого сектору». Мала невеличкий бізнес — кав‘ярню в Чернігові. Згодом перейшла на роботу до юридичної компанії «SkyLawyers», де керувала київським офісом. До повномасштабної війни працювала юристкою.
На парламентських виборах 2019-го року була кандидатом в народні депутати від партії Свобода під номером 74 
У травні 2022 року повідомила, що долучилася до лав 3-го окремого стрілецького батальйону 67 ОМБр. У березні 2023 нагороджена орденом «За мужність» ІІІ ступеня. Її чоловік Віктор Панаско загинув 6 травня 2023 року у бою під Бахмутом.

## Сім'я
Віктор Панаско «Іранець» — брав участь у першому збройному зіткненні «Правого сектора» з сепаратистами – 20 квітня під Слов’янськом . Після участі в АТО потрапив за ґрати через те, що захищав Наталію від нетверезого нападника, який в результаті помер від ножового поранення. Через перевищення необхідної самооборони дістав 15 років ув'язнення. 24 лютого 2022 року Віктор звільнився з ув'язнення за амністією президента і одразу прибув на фронт для захисту України. Загинув 6 травня 2023 в бою під Бахмутом. Похований на Лісовому цвинтарі в Києві

## Загибель
Загинула від вогнепального поранення в ділянці скроні в селі Приморське на Одещині.
Прощання відбулося 29 серпня 2024 на Майдані Незалежності в Києві.
Похована у рідному місті Олександрія, Кіровоградська область.